# Sobakkasu!
Sobakkasu! (そばっかす!?, Sobakkasu!) è un manga ideato e realizzato da Shota Kikuchi. La serie è composta da 11 tankōbon ed è stata pubblicata in Giappone dalla Shogakukan. Un adattamento italiano in volumetti più piccoli degli originali è stato edito da dalla Play Press dall'agosto 2001. Dopo 13 volumetti pubblicati la serie è stata interrotta nell'aprile del 2003.

## Trama
Hajime Hinomoto lavora con suo padre nel ristorante di soba di famiglia. Non è di bell'aspetto e viene spesso derisa per il suo aspetto goffo. Ma tutto cambia, per assurdo, proprio il giorno in cui il suo fidanzatino decide di lasciarla. Triste e sconsolata, si rimette al lavoro e si appresta ad uscire di casa in bicicletta per effettuare una consegna a domicilio quando un tir le taglia la strada. Il conducente, rozzo e scorbutico, inveisce contro di lei insultandola ma corre in aiuto di Hajime una passante, che stende il conducente del tir con una presa di judo. La vita di Hajime subisce una svolta, quando durante il suo primo giorno di scuola nel liceo Sakuragaoka, assiste ad una rappresentazione del club di judo e vede gareggiare Minako Shigeyoshi. Comincia quindi ad appassionarsi a questa disciplina e attraverso il judo Hajime cresce spiritualmente, riacquistando fiducia in sé stessa e dimostrando a tutti che la forza del fisico e dell'animo vanno oltre ogni cosa, perfino oltre l'aspetto esteriore.